# ابیجیت باتاچاریا
ابیجیت باتاچاریا (به انگلیسی: Abhijeet Bhattacharya)، خواننده‌ای اهل هند است. 
او در خانوادهٔ بنگالی در ۳۰ اکتبر ۱۹۵۸میلادی در ایالت اوتار پرادش در شهرکان‌پور هندوستان متولد شد. ابیجیت باتاچاریا از سال ۱۹۸۵میلادی، شروع به آوازخوانی کرده است.